# Thomas-Morse Aircraft

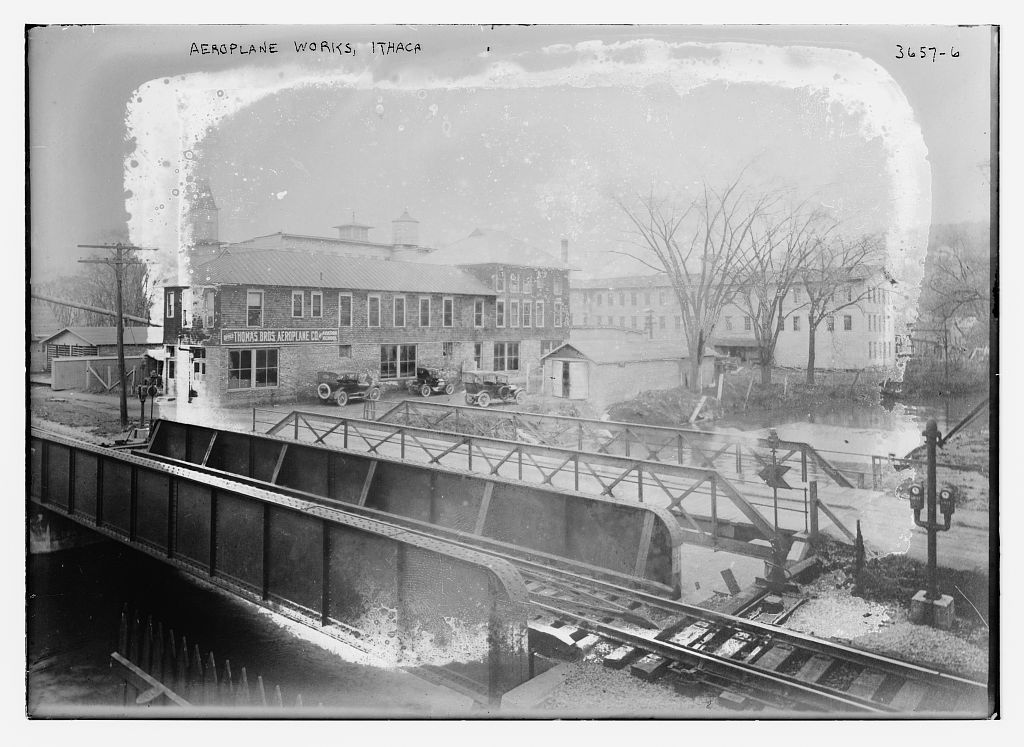
Thomas Brothers Aeroplane Company, 1915

Thomas-Morse Aircraft Corporation va ser una empresa fabricant d'aeronaus americana, fins que va ser absorbida per la Consolidated Aircraft Corporation, l'any 1929.

## Història
Fundada el 1910 pels expatriats anglesos William T. Thomas i el seu germà Oliver W. Thomas com a Thomas Brothers Company a Hammondsport, Nova York, l'empresa es va traslladar a Hornell, Nova York, i un altre cop a Bath, Nova York aquell mateix any. Al Livingston County Pícnic de 1912 estava previst que l'hidroavió de Thomas Brothers volés per primer cop al Comtat però els vents van impedir el vol. Durant 1913, l'empresa operava la Thomas Brothers School of Aviation, Conesus Lake, al Comtat de Livingston, estat de Nova York. Aquell mateix any l'empresa canviava el nom per Thomas Brothers Aeroplane Companyi traslladava la seva base a Ithaca, Nova York el 7 de desembre de 1914.

El mes de gener de 1917, les dificultats financeres van fer que la companyia es fusiones amb la Morse Chain Company, que tenia el suport financer de H.T. Westinghouse, esdevenint Thomas-Morse Aircraft Corporation, amb la seva base encara a Ithaca. L'empresa llavors va fer un intent a vendre biplans d'entrenament a l'Exèrcit dels Estats Units i va reeixir amb el Thomas -Morse S-4. L'últim disseny de l'empresa va ser l'avió d'observació Thomas-Morse O-19. L'any 1929 l'empresa va ser absorbida per Consolidated Aircraft Corporation, esdevenint la Thomas-Morse Division, i va desaparèixer el 1934.

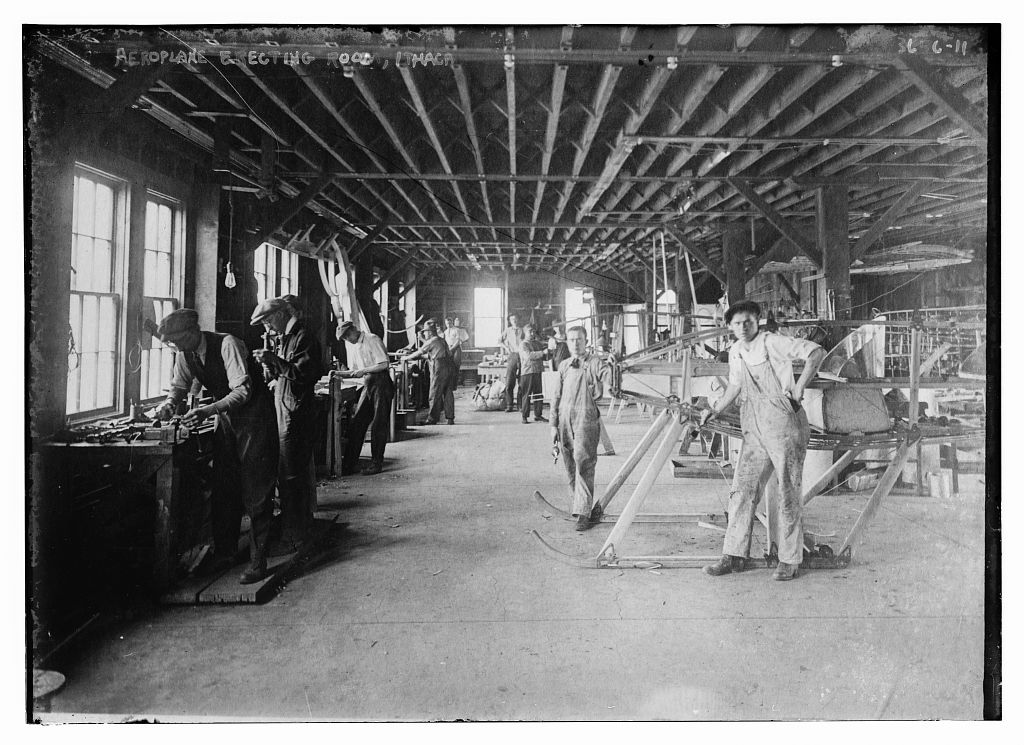
La fàbrica a Ithaca, Nova York el 1915 de Thomas Brothers Aeroplane Company

## Llista d'aeronaus

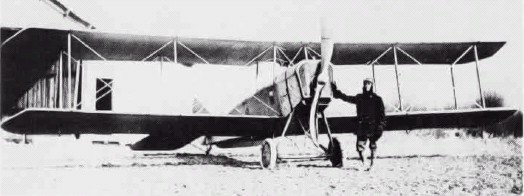
D-2

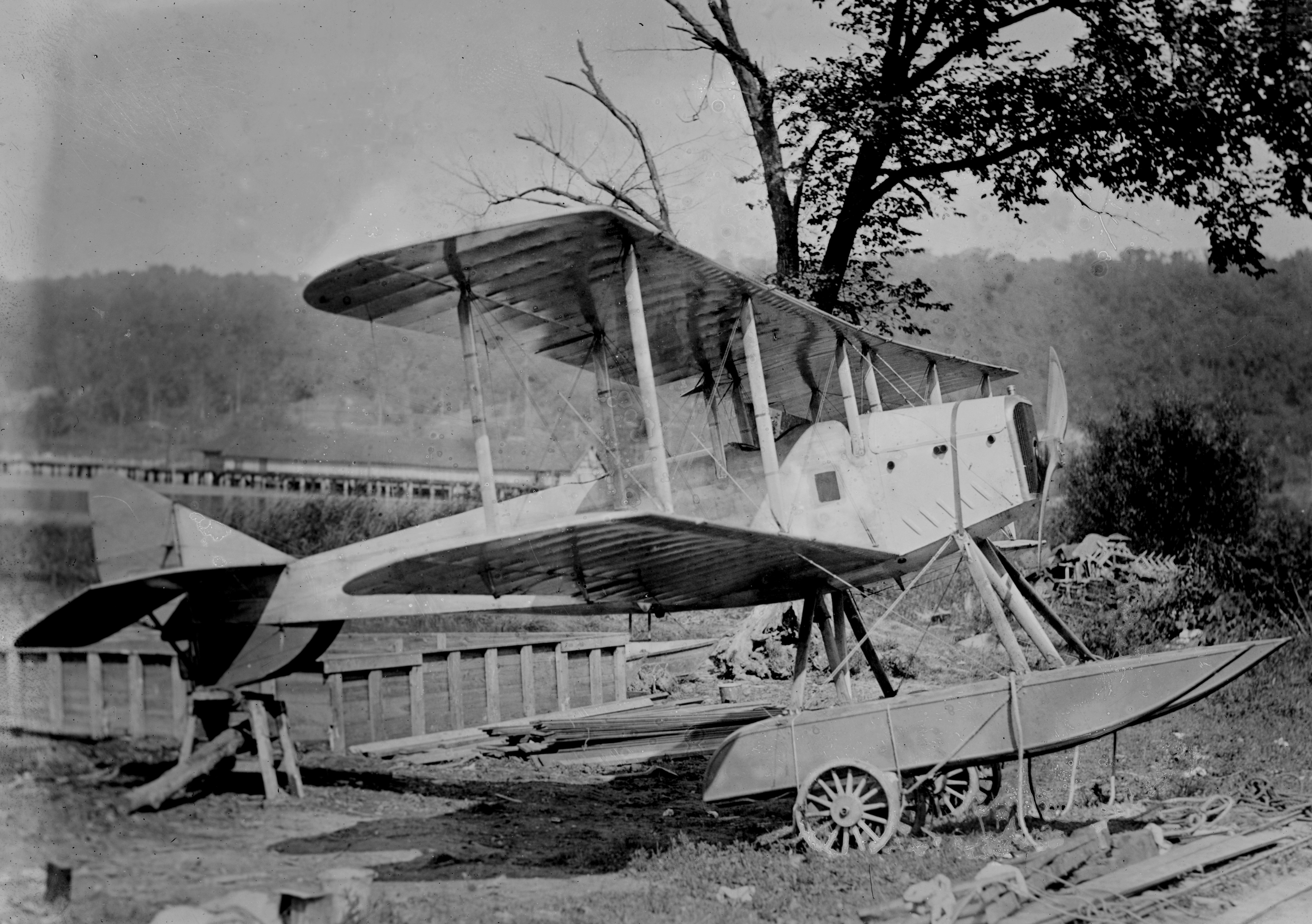
HS

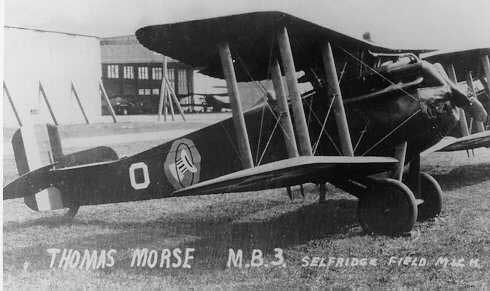
MB-3

- Thomas Brothers D-2
- Thomas Brothers D-5
- Thomas Brothers HS
- Thomas Brothers T-2
- Thomas Brothers S-4
- Thomas Brothers SH-4
- Thomas-Morse MB-1
- Thomas-Morse MB-2
- Thomas-Morse MB-3
- Thomas-Morse MB-4
- Thomas-Morse MB-6
- Thomas-Morse MB-7
- Thomas-Morse MB-9
- Thomas-Morse MB-10
- Thomas-Morse R-5
- Thomas-Morse TM-24
- Thomas-Morse O-19
- Thomas-Morse XP-13 Viper